# Xung đột giành quyền kiểm soát tại quần đảo Trường Sa 1988
Xung đột giành quyền kiểm soát tại Quần đảo Trường Sa 1988, hay còn gọi là Hải chiến Trường Sa hoặc Xung đột Trường Sa là sự kiện xung đột tại khu vực quần đảo Trường Sa năm 1988 khi Hải quân Quân Giải phóng Nhân dân Trung Quốc tấn công vũ trang hòng chiếm đóng bãi đá Cô Lin, bãi đá Len Đao và bãi đá Gạc Ma, bấy giờ đang được Hải quân nhân dân Việt Nam cho người bảo vệ và đang xây dựng công trình trên các đảo này. Sự kiện xảy ra khi mà dư luận thế giới đang tập trung vào tình hình Campuchia, trước khi các nước ASEAN lắng dịu lại quan hệ với Việt Nam trong vấn đề Campuchia.
Do ba bãi đá này không có quân đội đồn trú nên Hải quân Việt Nam phải đưa quân ra bảo vệ và xây dựng công trình trên các bãi đá. Phía Trung Quốc cho quân đổ bộ ngăn chặn, nổ súng để giật cờ Việt Nam trên bãi đá Gạc Ma, sau đó lại dùng pháo trên chiến hạm bắn vào tàu vận tải hải quân Việt Nam (không có pháo để tự vệ), khiến cuộc chiến nổ ra vào sáng ngày 14 tháng 3 năm 1988. Phía Việt Nam bị mất ba tàu vận tải của Hải quân, 64 thủy binh Việt Nam đã thiệt mạng. Trung Quốc bị hư hại một số xuồng đổ bộ, thương vong 25 thủy binh. Sau đó, Trung Quốc đổ quân chiếm đóng bãi đá Gạc Ma và hai nước cùng cho hải quân ra đóng giữ một số đá ngầm khác mà hai bên cùng tuyên bố chủ quyền. Phía Trung Hoa Dân Quốc (tại đảo Đài Loan) đã bày tỏ quan điểm ủng hộ quân đội Trung Quốc ở trong trận này.
Trong các tài liệu của Hải quân Việt Nam, sự kiện này là một phần trong các hoạt động "bảo vệ chủ quyền" trong Chiến dịch CQ-88 (Chủ quyền-88). Nhiều tài liệu Việt ngữ gọi vắn tắt sự kiện này là Hải chiến Trường Sa hoặc Thảm sát Gạc Ma. Các tài liệu Trung Quốc gọi sự kiện này là Xích Qua tiêu hải chiến (赤瓜礁海战), Nam Sa chi chiến (南沙之戰) hoặc "3·14" hải chiến ("3·14"海战).

## Bố trí kiểm soát Trường Sa của các nước
- Việt Nam
- đảo: Trường Sa (Spratly, diện tích 0,15 km²), Nam Yết (Namyit) và Sinh Tồn (Sin Cowe). Ngoài ba đảo, Việt Nam còn chiếm ba cồn cát là An Bang (Amboyna), Song Tử Tây (Southwest) và Sơn Ca (Sand) cùng mười lăm đá san hô. Tổng cộng 21 đơn vị (số liệu đầu thập niên 1990), nằm ở phía Tây và trung tâm quần đảo. Giai đoạn 1990-2008, Việt Nam mở rộng khu kiểm soát lên 30 đơn vị, giai đoạn 2008-2014 thì mở rộng tiếp thêm 18 đơn vị nữa. Theo báo cáo của chính phủ Mỹ, đến năm 2015, Việt Nam đã mở rộng khu vực kiểm soát lên 48 đơn vị, cao gấp đôi so với 25 năm trước.[14]
- Philippines chiếm năm đảo: Bình Nguyên (Flat), Vĩnh Viễn (Nanshan), Bến Lạc (West York), Loại Ta (Loaita) và Thị Tứ (Thitu). Ngoài năm đảo, Philippines còn chiếm 3 cồn, đá nổi và đá chìm, tổng cộng 8 đơn vị.[14]
- Đài Loan chiếm đảo Ba Bình (Itu Aba).
- Malaysia chiếm giữ 1 đảo và 4 đá, và tuyên bố chủ quyền với một số đảo khác ở phía Đông.
- Brunei không giữ đảo nào nhưng tuyên bố chủ quyền đánh cá đặc quyền tại một bộ phận quần đảo.
- Trung Quốc chiếm hai đá là đá Chữ Thập (Fiery Cross) và đá Ga Ven (Gaven), cùng sáu đá chìm, tổng cộng 8 đơn vị ở phía bắc quần đảo.

Từ 1956 - 1975, quần đảo Trường Sa thuộc sự quản lý của Việt Nam Cộng hòa sau khi tiếp thu từ Pháp quyền kiểm soát quần đảo Trường Sa. Năm 1963, Hải quân Việt Nam Cộng hòa đưa tàu ra dựng bia ở một số đảo, nhưng sau đó rút đi và không đồn trú lâu dài. Năm 1970, Philippines đã tổ chức chiếm giữ đảo Song Tử Đông, đảo Thị Tứ, đảo Loại Ta và 4 đảo nữa. Theo như Đại tá về hưu hải quân Philippines Domingo Tucay Jr kể lại thì các đảo, bãi khi đó hoàn toàn hoang vắng, Philippines chiếm đóng dễ dàng. Chỉ khi tới đảo Song Tử Tây, họ mới thấy quân Việt Nam Cộng hòa đóng ở đây. Quân Phillipines báo về Sở chỉ huy, được chỉ thị cứ để mặc quân Việt Nam Cộng hòa. Lính Việt Nam Cộng hòa ở đảo Song Tử Tây cũng để yên cho quân Philippines hành động. Sau chiến dịch, Philippines chiếm được 6 đảo nổi và bãi đá mà không cần phải nổ súng, trong đó Thị Tứ là đảo lớn thứ nhì, Bến Lạc (Đảo Dừa) là đảo lớn thứ ba, Song Tử Đông là đảo lớn thứ năm ở quần đảo Trường Sa. Philippines giữ các đảo và bãi này từ đó đến nay.
Sau vụ chiếm đóng, chính phủ Việt Nam Cộng hòa cũng không hề lên tiếng gì về vụ chiếm đóng đó. Theo như lời Tucay kể lại, nhiều tháng sau khi Philippines chiếm đóng 7 đảo ở quần đảo Trường Sa, các nước khác mới biết vụ việc này.
Năm 1956, Đài Loan điều tàu đến đảo Ba Bình (đây là đảo lớn nhất quần đảo Trường Sa) khi đó thuộc quyền quản lý của Việt Nam Cộng hòa. Chính quyền Việt Nam Cộng hòa đã không có hành động gì để phản đối. Nhân dịp lễ Song Thập 10/10 của Trung Hoa Dân quốc (tức Đài Loan), Tổng thống Ngô Đình Diệm đã ra lệnh cho quân rút khỏi đảo Ba Bình, Đài Loan giành quyền kiểm soát hòn đảo mà không cần phải nổ súng. Thời điểm quân đội Đài Loan thực sự chiếm đảo Ba Bình chưa rõ ràng, bởi có rất nhiều thông tin khác nhau về thời điểm Đài Loan điều tàu đến đảo Ba Bình vào năm 1956 (ngày 20 tháng 5, tháng 7, tháng 9 hoặc tháng 10). Ngày nay, đảo Ba Bình được Đài Loan biến thành một "pháo đài" với nhiều công sự phòng thủ kiên cố và có một đường băng cho phép máy bay vận tải C-130 Hercules lên xuống.
Một điểm đặc biệt là sự phối hợp lẫn nhau của Đài Loan (tức Trung Hoa Dân quốc) và Trung Quốc (tức Cộng hòa Nhân dân Trung Hoa) trong việc tuyên bố chủ quyền và mở rộng kiểm soát tại quần đảo. Dù cả Đài Loan và Trung Quốc đều không công nhận nhau là chính phủ hợp pháp của Trung Hoa, song cả hai đều có chung lập trường rằng quần đảo Hoàng Sa và Trường Sa là thuộc chủ quyền của người Trung Quốc. Tháng 3 năm 1988, khi Trung Quốc xung đột với Việt Nam, quân Đài Loan trên đảo Ba Bình đã tiếp tế lương thực và nước uống cho quân Trung Quốc. Bộ trưởng Bộ Quốc phòng Đài Loan là Trịnh Vi Nguyên (鄭為元) đã công khai tuyên bố "Nếu chiến tranh nổ ra, quân đội Quốc gia (tức Đài Loan) sẽ giúp quân đội của Đảng Cộng sản kháng chiến". Đến tháng 2/1995, khi Trung Quốc giành quyền kiểm soát đá Vành Khăn từ Philippines thì Đài Loan cũng phối hợp giành quyền kiểm soát bãi Bàn Than vào tháng 3. Ngoài ra, quân Trung Quốc đóng tại Trường Sa còn nhận được nước ngọt từ quân Đài Loan đồn trú trên đảo Ba Bình.
Tháng 6 năm 2012, sau khi huy động một số lượng lớn tàu hải giám, Trung Quốc đã xua đuổi và chiếm thành công bãi cạn Scarborough từ tay hải quân Philippines.
Năm 1975, trong Chiến dịch Trường Sa và các đảo trên Biển Đông, Hải quân Nhân dân Việt Nam nhanh chóng giành quyền kiểm soát tất cả các đảo mà quân Việt Nam Cộng hòa đang giữ. Tuy nhiên, một số đảo ở phía đông đã rơi vào tay Đài Loan, Philippines và Malaysia từ trước như đã nêu ở trên.
Tháng 9 năm 1975, Bộ Quốc phòng Việt Nam đã điều động Trung đoàn Bộ binh 46 (Sư đoàn 325) chuyển thuộc Quân chủng Hải quân, điều Trung đoàn Hải quân Đánh bộ 126 đến vùng đảo và thành lập Lữ đoàn Hải quân Đánh bộ 126 gồm hai trung đoàn (sau này được bổ sung thêm Trung đoàn 83 - Quân khu 5) để phòng thủ quần đảo quan trọng này:
- Năm 1975, Việt Nam đóng giữ 5 đảo nổi: Song Tử Tây, Sơn Ca, Nam Yết, Sinh Tồn, Trường Sa.
- Năm 1978, Việt Nam đóng giữ thêm 4 đảo nổi: An Bang (10/3/1978), Sinh Tồn Đông (15/3/1978), Phan Vinh (30/3/1978), Trường Sa Đông (4/4/1978).
- Sau đó, Việt Nam tiếp tục đóng giữ đảo chìm Thuyền Chài (5/3/1987), đá Tây (2/12/1987), Tiên Nữ (25/1/1988), đá Lát (5/2/1988), đá Đông (19/2/1988), đá Lớn (20/2/1988), Tốc Tan (27/2/1988), Núi Le (28/2/1988).
- Ngày 14/3/1988, Việt Nam đóng giữ thêm  đá Len Đao và đá Cô Lin. Ngày 15/3/1988, đóng giữ đảo chìm Núi Thị, ngày 16/3 đóng giữ đảo Đá Nam. Tổng cộng trong năm 1988, Việt Nam đóng giữ thêm 11 đảo chìm. Tháng 11/1988, Hải quân Việt Nam bắt đầu đóng giữ, bảo vệ khu vực mỏ dầu DK1 ở thềm lục địa phía Nam.

Đến cuối thập niên 1980, Việt Nam đã kiểm soát 21 đảo, cồn và rạn san hô. Từ 1990 đến 2008, Việt Nam kiểm soát thêm 10 điểm, từ 2008 đến 2014 thì kiểm soát thêm 18 điểm tại quần đảo. Theo báo cáo của chính phủ Mỹ, đến năm 2015, Việt Nam đã mở rộng khu vực kiểm soát lên 48 đảo, cồn và rạn san hô. Nhóm đảo này được gộp vào thành một huyện Trường Sa thuộc tỉnh Khánh Hòa.

## Pháp lý chủ quyền

### Địa lý quần đảo
Trường Sa cách lục địa Trung Hoa khoảng 750 hải lý, nên không nằm trong thềm lục địa của Trung Quốc. Hoàng Sa thì cách lục địa Trung Hoa khoảng 270 hải lý.
Về độ sâu và địa hình đáy biển, các đảo-cồn-đá-bãi ở Trường Sa là sự tiếp nối tự nhiên của thềm lục địa Việt Nam. Tại bãi Tư Chính, nơi khai thác dầu khí, biển sâu không tới 400 m, và tại vùng đảo Trường Sa độ sâu chỉ tới 200 m. Bãi Tư Chính cách bờ biển Việt Nam khoảng 190 hải lý và cách lục địa Trung Hoa tới 780 hải lý. Trường Sa cách Việt Nam 220 hải lý và cách Hoa lục 750 hải lý. Từ Trường Sa về bờ biển Trung Hoa có rãnh biển sâu hơn 4.600 m.
Quần đảo Trường Sa là một nhóm gồm hơn một trăm đảo san hô, cồn cát, rạn san hô (gồm rạn san hô thường và các đảo san hô vòng), bãi cạn và bãi ngầm đang trong tình trạng tranh chấp ở Biển Đông. Là một phần của các đảo ở biển Đông, quần đảo Trường Sa được bao quanh bởi những ngư trường lớn và giàu dầu mỏ, khí đốt, hiện vùng mở rộng (diện tích) của nó vẫn còn chưa được biết và đang trong vòng tranh cãi. Việt Nam, Trung Hoa Dân quốc (Đài Loan) và Cộng hòa Nhân dân Trung Hoa (Trung Quốc) đều tuyên bố chủ quyền trên toàn bộ quần đảo, trong khi Brunei, Malaysia và Philippines, mỗi nước chỉ tuyên bố chủ quyền nhiều phần.

### Tranh chấp chủ quyền tại 2 quần đảo Trường Sa và Hoàng Sa
Nhiều nước tham gia cuộc tranh chấp chủ quyền tại quần đảo Trường Sa có quân đội đóng trên từng phần của quần đảo Trường Sa và kiểm soát nhiều căn cứ trên các đảo nhỏ và đá chìm khác nhau. Đài Loan chiếm đảo lớn nhất là đảo Ba Bình. Tháng 2 năm 1995, Cộng hòa Nhân dân Trung Hoa chiếm đá Vành Khăn (Mischief Reef), gây nên một cuộc khủng hoảng chính trị lớn ở Đông Nam Á, đặc biệt với Philippines. Đầu năm 1999, những cuộc tranh cãi lại tăng lên khi Philippines tuyên bố rằng Cộng hòa Nhân dân Trung Hoa đang xây dựng đồn bốt quân sự trên đá ngầm. Mặc dù những sự tranh cãi sau đó đã giảm bớt một chút nhưng chúng vẫn là một trong những nguyên nhân có thể gây ra một cuộc chiến lớn ở Đông Á có sự tham gia của Cộng hòa Nhân dân Trung Hoa hay một cuộc chiến nhỏ hơn giữa các nước tuyên bố chủ quyền khác.
Theo các tài liệu Việt Nam, ít nhất từ 1816, dưới đời vua Gia Long, Nhà Nguyễn Việt Nam đã chiếm cứ công khai và thực hiện chủ quyền một cách liên tục, hòa bình các hải đảo Hoàng Sa và Trường Sa trong suốt triều đại Nhà Nguyễn. Sau khi chiếm được Đại Nam (tức Việt Nam thời Nhà Nguyễn), nước Pháp tiếp tục thực thi quyền chủ quyền đối với 2 quần đảo Trường Sa và Hoàng Sa. Bia chủ quyền do người Pháp (nhà nước bảo hộ Việt Nam thời thuộc Pháp), trực tiếp thực thi quyền chủ quyền tại quần đảo Hoàng Sa và quần đảo Trường Sa, dựng năm 1938 có ghi rõ:
République française [Cộng hòa Pháp]
Empire d’Annam [Đế quốc An Nam]
Archipel des Paracels [Quần đảo Hoàng Sa]
1816 - Île de Pattle 1938 [Đảo Hoàng Sa]
Theo phía Việt Nam, lịch sử Trung Quốc không có bằng chứng đủ để chứng minh họ đã liên tục chiếm cứ Hoàng Sa, Trường Sa từ đời Hán Vũ Đế hay ít nhất từ đời Mãn Thanh, bản đồ "Hoàng triều trực tỉnh địa dư toàn đồ" (Địa dư toàn đồ tới các tỉnh của Trung Quốc được thực hiện dưới thời Nhà Thanh) xuất bản năm 1904 ghi rõ cực nam Trung Quốc là đảo Hải Nam, không hề bao gồm Hoàng Sa, Trường Sa.
Ngược lại, phía Trung Quốc cũng tuyên bố họ có chủ quyền từ suốt 2.000 năm qua đối với quần đảo Hoàng Sa và Trường Sa. Bằng chứng của họ là một số di tích văn hóa Trung Quốc tại quần đảo Hoàng Sa có niên đại từ thời kỳ Nhà Đường và Nhà Tống và có một số bằng chứng về nơi cư trú của người Trung Quốc trên các đảo trong giai đoạn này. Trong cuốn sách Võ công thông bảo, được xuất bản trong triều Nhà Tống năm 1044, có ghi nhận lãnh thổ Trung Hoa bao gồm các quần đảo này trong khu vực tuần tra của Hải quân Nhà Tống.
Hiệp ước Pháp-Thanh năm 1887 (Công ước hoạch định biên giới Pháp - Thanh về biên giới giữa Trung Quốc với Bắc Kỳ - Convention relative à la delimitation de la frontìere entre la Chine et le Tonkin), còn gọi là Công ước Constans, ra đời ngày 26-6-1887, nội dung của công ước này nhằm phân chia lại đường biên giới giữa Bắc Kỳ (Tonkin) và Trung Quốc: Pháp công nhận các đảo ở về phía Đông của đường kinh tuyến đông 105 độ 43 phút Paris (có nghĩa là đường thẳng Bắc-Nam đi qua đông điểm của đảo Trà Cổ) thuộc chủ quyền của Trung Quốc. Dựa vào điều này, Trung Quốc cho rằng Pháp đã công nhận Trung Quốc có chủ quyền tại quần đảo Trường Sa và Hoàng Sa. Phía Việt Nam thì cho rằng công ước này bị các học giả Trung Quốc diễn giải sai, bởi công ước không đề cập quần đảo Trường Sa và Hoàng Sa; và vì đây là công ước về biên giới trên biển vịnh Bắc Bộ (Tonkin) nên phải hiểu biên giới này chấm dứt ở điểm ngang với ranh giới mà trước kia Pháp đã ấn định giữa Bắc Kỳ (Tonkin) và An Nam (tức là ranh giới giữa miền Bắc và miền Trung Việt Nam). Do đó phía Việt Nam cho rằng sự phân định này chỉ áp dụng ở vịnh Bắc Bộ, không có giá trị với Trung Quốc trên toàn tuyến biển của Việt Nam.
Dù sao đi nữa thì vào thời kỳ này, Pháp đã không đóng giữ Trường Sa và Nhà Thanh đã gửi lực lượng hải quân tới các đảo vào năm 1902 và 1907, đặt cờ và đánh dấu trên các đảo. Kế đó, Trung Hoa Dân quốc đã tuyên bố quần đảo Trường Sa và Hoàng Sa thuộc thẩm quyền của quận Hải Nam.
Năm 1927, Tàu SS De Lanessan của chính phủ Pháp tiến hành một cuộc khảo sát khoa học trên quần đảo Trường Sa. Năm 1930, chính phủ Pháp tiến hành cuộc khảo sát thứ hai bằng chiếc La Malicieuse, treo cờ Pháp trên một đảo tên là île de la Tempête (có nghĩa là đảo Bão Tố, tức đảo Trường Sa ngày nay). Ngư dân người Trung Quốc đã có mặt trên đảo nhưng người Pháp cũng không trục xuất họ. Năm 1933, 3 tàu Pháp chiếm quyền kiểm soát chín đảo lớn nhất của quần đảo Trường Sa và tuyên bố chủ quyền của Pháp đối với quần đảo này. Pháp đưa quần đảo Trường Sa vào thuộc quyền quản lý của xứ Nam Kỳ (Cochinchine) trong Liên bang Đông Dương.
Năm 1932, Trung Hoa Dân quốc gửi tới chính phủ Pháp một bản ghi nhớ, trong đó chỉ trích Pháp đã vi phạm chủ quyền của Trung Quốc đối với Trường Sa, vốn đã được Pháp công nhận tại bản Hiệp ước Pháp-Thanh năm 1887. Tuy nhiên, do trong nước hỗn loạn nên Trung Hoa Dân quốc không có hành động quân sự trả đũa Pháp. Trung Quốc chỉ thực sự đưa quân tới đảo Ba Bình thuộc quần đảo Trường Sa vào năm 1946 sau Thế chiến thứ Hai, đổ bộ xuống phá bỏ các mốc chủ quyền của Pháp trước đó. Năm 1948, do nội chiến xảy ra ở Trung Quốc giữa Trung Hoa Dân quốc với Cộng hòa Nhân dân Trung Hoa, Trung Hoa Dân quốc buộc phải rút khỏi quần đảo Trường Sa.
Đế quốc Nhật Bản cũng tranh giành chủ quyền với Pháp về quần đảo Trường Sa, năm 1933 họ đưa ra bằng chứng về việc khai mỏ phosphat của các công dân Nhật. Năm 1939, Nhật tuyên bố ý định đặt quần đảo dưới quyền tài phán của họ. Năm 1941, Nhật dùng vũ lực chiếm quần đảo Trường Sa và tiếp tục kiểm soát nó tới cuối Chiến tranh thế giới thứ hai, cai quản vùng này như một phần của Đài Loan thuộc Nhật. Một căn cứ tàu ngầm được thiết lập ở đảo Ba Bình. Năm 1951, Nhật Bản ký Hiệp ước San Francisco và chấp nhận từ bỏ mọi quyền đối với hai quần đảo Hoàng Sa và Trường Sa.
Năm 1945, sau khi Nhật Bản đầu hàng cuối Thế chiến thứ hai, Pháp và Trung Hoa Dân quốc tái khẳng định chủ quyền đối với quần đảo Trường Sa. Trung Hoa Dân quốc đổ quân lên đảo Ba Bình, chiếm giữ đến năm 1948. Từ 1946 đến năm 1948, Pháp gửi tàu chiến tới tuần tra quần đảo Trường Sa nhiều lần, và yêu cầu Trung Hoa Dân quốc rút khỏi quần đảo Trường Sa nhưng không tấn công quân Trung Hoa. Các bên chủ chốt hiện nay đang tranh chấp quần đảo Trường Sa thực sự đưa quân đến chiếm hữu lâu dài trở lại các đảo thuộc quần đảo Trường Sa là từ năm 1956.
Ngày 7 tháng 7 năm 1951 Trần Văn Hữu, Chủ tịch Phái đoàn Chính phủ Quốc gia Việt Nam (ở thời điểm đó nằm trong Liên hiệp Pháp tức là thuộc sự kiểm soát của nước Pháp), tới dự Hội nghị San Francisco về Hiệp ước Hòa bình với Nhật Bản tuyên bố rằng quần đảo Hoàng Sa và Trường Sa từ lâu đã thuộc về lãnh thổ Việt Nam. Tuy nhiên, tuyên bố này không được hội nghị công nhận do một số nước khác cũng tuyên bố chủ quyền tại đây. Do nhiều tranh cãi giữa các bên, vấn đề quần đảo Hoàng Sa và Trường Sa bị bỏ ngỏ, Hội nghị San Francisco không xác nhận chủ quyền của bất kỳ nước nào tại 2 quần đảo này, và văn kiện của hội nghị ký ngày 8 tháng 9 năm 1951 chỉ ghi về hai quần đảo là "Nhật Bản từ bỏ mọi quyền, danh nghĩa và đòi hỏi đối với hai quần đảo".
Theo Hiệp định Genève năm 1954, hai quần đảo Hoàng Sa và Trường Sa, do có vĩ độ nằm phía nam vĩ tuyến 17, vĩ tuyến được dùng làm giới tuyến quân sự tạm thời chia Việt Nam làm hai vùng tập kết quân sự, nên thuộc vùng tập trung của khối Liên hiệp Pháp (bao gồm cả chính phủ Quốc gia Việt Nam).
Ngày 20 tháng 5 năm 1956 (một số nguồn cho là tháng 7 hoặc tháng 10) Đài Loan (tức Trung Hoa Dân quốc sau năm 1949) quay lại chiếm giữ, xây dựng cơ sở quân sự và kiểm soát đảo Ba Bình thuộc quần đảo Trường Sa. Việt Nam Cộng hòa đưa quân ra chiếm lại vào tháng 8 năm 1956 (đã tuyên bố chủ quyền vào tháng 6), nhưng sau đó, nhân dịp lễ Song thập 10/10, Tổng thống Ngô Đình Diệm đã ra lệnh rút quân khỏi đảo Ba Bình, và Đài Loan kiểm soát đảo cho đến tận ngày nay.
Lần đầu tiên, Cộng hòa Nhân dân Trung Hoa (tức Trung Quốc) chiếm đóng một phần quần đảo Hoàng Sa (các đảo thuộc nhóm An Vĩnh trong đó có đảo lớn nhất là đảo Phú Lâm) năm 1956, đến tháng 1 năm 1974 Trung Quốc chiếm được toàn bộ quần đảo này. Trước năm 1988, Trung Quốc chưa chiếm hữu bất cứ một phần nào của quần đảo Trường Sa.
Tháng 4 năm 1956, Việt Nam Cộng hòa kế thừa Quốc gia Việt Nam tuyên bố quản lý quần đảo Hoàng Sa, nhưng chỉ chiếm hữu được toàn bộ phần phía Tây của quần đảo này (tức là nhóm Lưỡi Liềm bao gồm đảo Hoàng Sa). Ngày 22 tháng 8 năm 1956, một đơn vị hải quân Việt Nam Cộng hòa cắm cờ trên quần đảo Trường Sa và dựng bia đá. Đến ngày 22 tháng 10 thì chính phủ Việt Nam Cộng hòa tuyên bố Trường Sa phụ thuộc tỉnh Phước Tuy, thực hiện chủ quyền của Việt Nam Cộng hòa tại quần đảo Trường Sa.
Ngày 19 tháng 1 năm 1974, trong trận Hải chiến Hoàng Sa, Trung Quốc chiếm phần còn lại của quần đảo Hoàng Sa từ tay Việt Nam Cộng hòa. Ngày 20 tháng 1 năm 1974 (ngay sau khi diễn ra trận Hải chiến Hoàng Sa), Chính phủ Cách mạng Lâm thời Cộng hòa miền Nam Việt Nam (do Mặt trận Dân tộc Giải phóng miền Nam thành lập) đã ra bản tuyên bố phản đối hành động này của phía Trung Quốc. Cùng năm 1974, Việt Nam Cộng hòa ra tuyên cáo về hai quần đảo Hoàng Sa và Trường Sa. Đầu năm 1975, Việt Nam Cộng hòa công bố bạch thư tuyên bố chủ quyền hai quần đảo Hoàng Sa và Trường Sa, đồng thời tố cáo Trung Quốc tấn công quân lực Việt Nam Cộng hòa để chiếm quần đảo Hoàng Sa vào ngày 20 tháng 1 năm 1974.
Philippines lần đầu tiên tuyên bố chủ quyền với quần đảo Trường Sa tại Đại hội đồng Liên Hợp Quốc năm 1946, thì sự dính líu nghiêm túc của họ chỉ diễn ra vào năm 1956 khi vào ngày 15 tháng 5 công dân Philippines là Tomas Cloma tuyên bố lập ra một nhà nước mới, Kalayaan (Vùng đất tự do). Năm 1968 Philippines gửi quân tới ba đảo để bảo vệ các công dân Kalayaan và tuyên bố sáp nhập nhóm đảo Kalayaan. Năm 1972, Philippines sáp nhập các đảo Kalayaan (tức phần quần đảo Trường Sa) vào tỉnh Palawan của họ.
Năm 1971, Malaysia đưa ra tuyên bố chủ quyền đối với một số đảo thuộc quần đảo Trường Sa. Tới năm 1983, Malaysia chiếm một đảo thuộc quần đảo Trường Sa.
Năm 1984, Brunei thiết lập một vùng đánh cá đặc quyền gồm cả đảo chìm Louisa ở phía Nam quần đảo Trường Sa, nhưng không công khai tuyên bố chủ quyền vùng đó.

### Tuyên bố chủ quyền của hai bên
Ngày 4 tháng 9 năm 1958, chính phủ Cộng hòa Nhân dân Trung Hoa ra bản "quyết định về hải phận 12 hải lý của Trung Quốc" trong đó có đề cập tới Hoàng Sa và Trường Sa. Sau đó Thủ tướng Việt Nam Dân chủ Cộng hòa Phạm Văn Đồng có gửi một công hàm cho Thủ tướng Trung Quốc Chu Ân Lai. Về sau công hàm này (được/bị) phía Trung Quốc diễn giải là sự thừa nhận của Việt Nam Dân chủ Cộng hòa (là một bên không tham gia vào tranh chấp chủ quyền quần đảo Hoàng Sa và quần đảo Trường Sa) về chủ quyền của Trung Quốc đối với Trường Sa và Hoàng Sa. Nhưng theo tiến sĩ Balazs Szalontai, một nhà nghiên cứu về châu Á, khi trả lời phỏng vấn của Đài BBC, đã cho rằng cả Công hàm của Phạm Văn Đồng cũng như "tuyên bố miệng" của Ung Văn Khiêm năm 1956 đều không có sức nặng ràng buộc. Theo Tuyên bố của Bộ Ngoại giao nước Cộng hòa Xã hội chủ nghĩa Việt Nam (nhà nước duy nhất kế thừa chủ quyền của Việt Nam từ 2 nhà nước trước đó là Cộng hòa Miền Nam Việt Nam và Việt Nam Cộng hòa) về quần đảo Hoàng Sa và quần đảo Trường Sa ngày 7 tháng 8 năm 1979 thì: Sự diễn giải của Trung Quốc về bản công hàm ngày 14 tháng 9 năm 1958 như một sự công nhận chủ quyền của phía Trung Quốc trên các quần đảo "là một sự xuyên tạc trắng trợn trên tinh thần và ý nghĩa của bản công hàm chỉ có ý định công nhận giới hạn 12 hải lý của lãnh hải Trung Quốc". Theo báo Đại Đoàn Kết, một tờ báo của nước Cộng hòa Xã hội chủ nghĩa Việt Nam thì, Bắc Kinh (tức Cộng hòa Nhân dân Trung Hoa) đã diễn giải công hàm của Phạm Văn Đồng một cách xuyên tạc, khi nội dung công hàm không đề cập đến Hoàng Sa và Trường Sa, không hề tuyên bố từ bỏ chủ quyền với 2 quần đảo này, mà chỉ công nhận hải phận 12 hải lý của Trung Quốc, một hành động ngoại giao hữu nghị của Việt Nam Dân chủ Cộng hòa đối với Bắc Kinh trong bối cảnh căng thẳng giữa Bắc Kinh với Đài Loan (tức Trung Hoa Dân quốc) đang gia tăng ở eo biển Đài Loan.
Về phương diện luật pháp quốc tế, Hoàng Sa và Trường Sa, vào thời điểm 1954-1975, không thuộc phạm vi quản lý của Việt Nam Dân chủ Cộng hòa, nên chính phủ này không có nghĩa vụ và quyền hạn hành xử chủ quyền tại hai quần đảo này, nên trong tranh chấp 2 quần đảo này vào thời điểm năm 1958 đến năm 1975, lời tuyên bố của Việt Nam Dân chủ Cộng hòa được xem như của một quốc gia thứ ba không có ảnh hưởng đến vụ tranh chấp.
Tháng 7 năm 1951, tại Hội nghị San Francisco về Hiệp ước Hòa bình với Nhật Bản, Quốc gia Việt Nam tuyên bố quần đảo Hoàng Sa và Trường Sa từ lâu đã thuộc lãnh thổ Việt Nam. Tuyên bố này không bị bác bỏ hay bảo lưu ý kiến nào của 51 nước có mặt tại hội nghị. Tuy nhiên, hội nghị San Francisco không xác nhận chủ quyền của bất kỳ nước nào ở Hoàng Sa và Trường Sa, 2 quần đảo này được xem là vô chủ. Tháng 4 năm 1950 Pháp trao lại quyền quản lý quần đảo Trường Sa (và Hoàng Sa) cho chính phủ Quốc gia Việt Nam nhưng việc đồn trú vẫn do quân đội Pháp đảm nhiệm, và khi người Pháp rời khỏi Việt Nam sau Hiệp định Genève năm 1954, quyền kiểm soát thuộc về Quân đội Quốc gia Việt Nam và kế tiếp là Quân lực Việt Nam Cộng hòa thực hiện đóng giữ Trường Sa. Sau khi Việt Nam thống nhất năm 1975, các lực lượng hải quân của Việt Nam Dân chủ Cộng hòa đã tiếp quản quần đảo cho đến nay.
Ngày 15 tháng 3 năm 1979, Bộ Ngoại giao Cộng hòa Xã hội chủ nghĩa Việt Nam (nhà nước duy nhất kế thừa tất cả các nhà nước tồn tại trên lãnh thổ Việt Nam trước năm 1976, bao gồm cả hai nhà nước trước đó là Cộng hòa Miền Nam Việt Nam và Việt Nam Cộng hòa từng tuyên bố chủ quyền đối với 2 quần đảo Trường Sa và Hoàng Sa) công bố bị vong lục về vấn đề biên giới Việt - Trung, trong đó lên án việc Trung Quốc đánh chiếm trái phép quần đảo Hoàng Sa của Việt Nam trước đó (các năm 1956, 1974). Ngày 28 tháng 9 năm 1979, Bộ Ngoại giao Việt Nam công bố Sách trắng, giới thiệu mười chín tài liệu chứng minh chủ quyền của Việt Nam đối với Hoàng Sa và Trường Sa.

## Vị trí và tên gọi
| Tên (tiếng Việt) | Tên (tiếng Anh)                 | Tên (tiếng Trung Quốc)           | Vĩ độ    | Kinh độ    |
| ---------------- | ------------------------------- | -------------------------------- | -------- | ---------- |
| Đá Gạc Ma        | Johnson Reef/Johnson South Reef | Chigua Jiao/赤瓜礁/Xích Qua tiêu | 9o 45' B | 114o 18' Đ |
| Đá Cô Lin        | Collins Reef/Johnson North Reef | Guihuan Jiao/鬼喊礁/Quỷ Hám tiêu | 9o 45' B | 114o 14' Đ |
| Đá Len Đao       | Lansdowne Reef                  | Qiong Jiao /琼礁/Quỳnh tiêu      | 9o 46' B | 114o 22' Đ |

## Diễn biến

Bản đồ bãi Union Banks, nơi diễn ra trận hải chiến.

Trong những tháng đầu năm 1988, lần đầu tiên Hải quân Trung Quốc cho quân chiếm đóng một số bãi đá thuộc khu vực quần đảo Trường Sa, chiếm giữ đá Chữ Thập (31 tháng 1), đá Châu Viên (18 tháng 2), đá Ga Ven (26 tháng 2), đá Tư Nghĩa (đá Huy Gơ) (28 tháng 2), đá Xu Bi (23 tháng 3). Hải quân Việt Nam đưa vũ khí, khí tài ra đóng giữ tại đá Tiên Nữ (26 tháng 1), đá Lát (5 tháng 2), đá Lớn (6 tháng 2), đá Đông (18 tháng 2), đá Tốc Tan (27 tháng 2), đá Núi Le (2 tháng 3), bước đầu ngăn chặn được hành động mở rộng phạm vi chiếm đóng của hải quân Trung Quốc ra các đảo lân cận. Phía Việt Nam dự kiến Trung Quốc có thể chiếm thêm một số bãi cạn xung quanh cụm đảo Sinh Tồn, Nam Yết và phía đông kinh tuyến 115°.
Căn cứ vào tình hình xung quanh khu vực Trường Sa, Hải quân Việt Nam xác định: Gạc Ma giữ vị trí quan trọng, nếu để hải quân Trung Quốc chiếm giữ thì họ sẽ khống chế đường tiếp tế của Việt Nam cho các căn cứ tại quần đảo Trường Sa. Vì vậy, thường vụ Đảng ủy Quân chủng hạ quyết tâm đóng giữ các đá Gạc Ma, Cô Lin và Len Đao... Thường vụ Đảng ủy Quân chủng giao cho Lữ đoàn Vận tải 125 cử lực lượng thực hiện nhiệm vụ này.
Trong khi đó, hải quân Trung Quốc sau khi đưa quân chiếm đóng các rạn san hô Chữ Thập, Châu Viên, Ga Ven, Tư Nghĩa cũng đang có ý đồ chiếm giữ ba đá Gạc Ma, Cô Lin và Len Đao. Đầu tháng 3 năm 1988, Trung Quốc huy động lực lượng của hai hạm đội xuống khu vực quần đảo Trường Sa, tăng số tàu hoạt động ở đây thường xuyên lên 9 đến 12 tàu chiến gồm: 1 tàu khu trục tên lửa, 7 tàu hộ vệ tên lửa, 2 tàu hộ vệ pháo, 2 tàu đổ bộ, 3 tàu vận tải hỗ trợ LSM, tàu đo đạc, tàu kéo và 1 pông tông lớn.
Trước tình hình đó, ngày 31 tháng 3, Tư lệnh Hải quân Việt Nam lệnh cho Vùng 4, Lữ đoàn 125, Lữ đoàn 146, các hải đội 131, 132, 134 (của Lữ đoàn 172) chuyển trạng thái sẵn sàng chiến đấu cao. Đồng thời lệnh cho Vùng 1, Vùng 3 và Lữ đoàn 125 ở Hải Phòng chuyển trạng thái sẵn sàng chiến đấu tăng cường. Bộ Tư lệnh Hải quân điều động 41 tàu thuyền và phương tiện nổi của Lữ đoàn 125, Cục Kinh tế, Vùng 1,3,5 Hải quân, Trường Sĩ quan Hải quân Việt Nam (nay là Học viện Hải quân Việt Nam), nhà máy Ba Son... đến phối thuộc khi cần thiết.
Lúc 19 giờ ngày 11 tháng 3, tàu HQ-604 rời quân cảng Cam Ranh ra đá Gạc Ma để thực hiện nhiệm vụ trong chiến dịch CQ-88 ("Chủ Quyền 88"). Trên đường đi, sáng ngày 13 tháng 3 tàu ghé đá Lớn để chuyển lệnh từ Tư lệnh Vùng 4 Hải quân cho tàu HQ-505, đang đưa công binh đến đá Lớn.
Ngày 12 tháng 3, tàu HQ-605 thuộc Lữ đoàn 125 do thuyền trưởng Lê Lệnh Sơn chỉ huy, đang làm nhiệm vụ ở đá Đông, được lệnh đến đóng giữ đá Len Đao trước 6 giờ ngày 14 tháng 3. 11 giờ ngày 13 tháng 3 tàu có mặt tại đá Tốc Tan, cập mạn tàu Đại Lãnh gặp phó Lữ đoàn trưởng Lữ đoàn 146 Võ Tiến Cai để nhận nhiệm vụ cụ thể. Sau 29 tiếng hành quân, tàu 605 đến Len Đao lúc 5 giờ ngày 14 tháng 3 và cắm cờ  Việt Nam trên đá san hô này.
Thực hiện nhiệm vụ đóng giữ các đá Gạc Ma và Cô Lin, 9 giờ ngày 13 tháng 3, tàu HQ-604 của thuyền trưởng Vũ Phi Trừ và tàu HQ-505 của thuyền trưởng Vũ Huy Lễ được lệnh từ đá Lớn tiến về phía Gạc Ma, Cô Lin. Phối hợp với hai tàu HQ-505 và HQ-604 có hai phân đội công binh (70 người) thuộc Trung đoàn công binh 83, bốn tổ chiến đấu (22 người) thuộc Lữ đoàn 146 do Trần Đức Thông, Phó Lữ đoàn trưởng chỉ huy và bốn chiến sĩ đo đạc của Đoàn Đo đạc và Biên vẽ bản đồ (thuộc Bộ Tổng tham mưu).
16 giờ 20 ngày 13 tháng 3, tàu HQ-604 đã đến địa điểm thả neo cách đảo Gạc Ma chừng 100 mét. Sau khi tàu thả neo được 30 phút, tàu hộ vệ tên lửa 502 của Hải quân Trung Quốc từ đá Huy Gơ (tức đá Tư Nghĩa) chạy về phía Gạc Ma, có lúc đôi bên chỉ cách nhau 500 m. 17 giờ ngày 13 tháng 3, tàu Trung Quốc áp sát tàu HQ-604 và dùng loa gọi sang, thông báo đây là lãnh thổ của Trung Quốc, yêu cầu bộ đội Việt Nam rời khỏi. Tàu HQ-604 cũng đáp trả lại và yêu cầu tương tự. Sau khoảng 30 phút thì tàu Trung Quốc bỏ đi về phía tây cách đó 5-6 hải lý (1 hải lý = 1.852 m). Bị uy hiếp, tàu HQ-604 vẫn kiên trì neo giữ cạnh đá Gạc Ma. Còn chiến hạm của Trung Quốc cùng một hộ vệ hạm, hai hải vận hạm thay nhau cơ động, chạy quanh đá Gạc Ma.
Trước tình hình căng thẳng do hải quân Trung Quốc gây ra, lúc 21h ngày 13 tháng 3, Bộ Tư lệnh Hải quân Việt Nam chỉ thị cho Trần Đức Thông, Vũ Huy Lễ, Vũ Phi Trừ chỉ huy bộ đội quyết giữ vững các đá Gạc Ma, Cô Lin. Tiếp đó Bộ Tư lệnh Hải quân chỉ thị cho lực lượng công binh khẩn trương dùng xuồng chuyển vật liệu xây dựng lên đá ngay trong đêm ngày 13 tháng 3. Thực hiện mệnh lệnh, tàu HQ-604 cùng lực lượng công binh Trung đoàn 83 chuyển vật liệu lên đá Gạc Ma, tiếp đó lực lượng của Lữ đoàn 146 bí mật đổ bộ, cắm cờ  Việt Nam và triển khai bốn tổ bảo vệ đá.
Lúc này, Trung Quốc điều thêm hai hộ vệ hạm trang bị pháo 100 mm đến hỗ trợ lực lượng đã đến từ trước, yêu cầu phía Việt Nam rút khỏi đá Gạc Ma. Ban chỉ huy tàu 604 họp nhận định Trung Quốc có thể dùng vũ lực can thiệp và quyết định chỉ huy bộ đội bình tĩnh xử trí, thống nhất thực hiện theo phương án tác chiến đề ra, quyết tâm bảo vệ Gạc Ma.
Chỉ huy trận Gạc Ma của Trung Quốc lúc đó là Tham mưu trưởng căn cứ Du Lâm, Trần Vĩ Văn, trong hồi ký của mình cho biết: "Lúc đó cấp trên truyền đạt nguyên tắc chiến đấu được tổng kết thành "5 không 1 đuổi". 5 không là: không chủ động gây sự, không nổ súng trước, không tỏ ra yếu đuối, không chấp nhận thua thiệt, không để mất thể diện; 1 đuổi là: nếu quân địch chiếm các đảo đá của ta, phải lập tức đuổi địch. Sau khi xảy ra sự kiện này, chúng ta cũng có chủ ý tránh đề cập, tuyên truyền trong nước không nhiều. Nhưng trận chiến này lại trở thành nỗi đau khó có thể hóa giải trong lòng người Việt Nam về quan hệ với Trung Quốc".

### Tương quan lực lượng
Sáng ngày 14 tháng 3 năm 1988, chiến sự diễn ra tại khu vực các đá Gạc Ma, Cô Lin và Len Đao.
Trung Quốc có 3 tàu khu trục gồm:
- Tàu khu trục 502 Nanchong / Nam Sung / 南充, lớp Giang Nam/065 (Jiangnan Class/065). Nặng 1.400 tấn, trang bị 3 pháo 100 mm và 8 pháo 37mm.[48]
- Tàu khu trục 556 Xiangtan / Tương Đàm / 湘潭, lớp Giang Hộ II/053H1 (Jianghu II Class/053H1). Nặng 1.925 tấn, trang bị 4 pháo 100 mm và 2 pháo 37mm.[49]
- Tàu khu trục 531 Yingtan / Ưng Đàm / 鹰潭, lớp Giang Đông/053K (Jiangdong Class/053K). Nặng 1.925 tấn, trang bị 4 pháo 100 mm và 8 pháo 37mm.[50]

Phía Việt Nam có 3 tàu vận tải không vũ trang:
- HQ-505, nguyên là tàu USS Bulloch County LST-509.
- HQ-604, tàu vận tải loại 500 tấn.
- HQ-605, tàu vận tải loại 500 tấn.

Như vậy, Trung Quốc chiếm ưu thế hoàn toàn về lực lượng: họ có 3 tàu chiến chuyên dụng trang bị đầy đủ hỏa lực đại bác cỡ lớn, có thể bắn vào mục tiêu từ tầm xa trên 20 km. Trong khi đó, phía Việt Nam chỉ có 3 tàu vận tải không vũ trang hoặc vũ trang kém, chỉ có súng cá nhân như AK-47 và RPG-7 (tức B41) trang bị cho thủy thủ, tầm bắn chỉ được vài trăm mét. Khi xảy ra hải chiến, tàu Trung Quốc có thể đứng từ xa nã đạn vào tàu Việt Nam mà không bị đối phương bắn tới. Phía Việt Nam thì không thể tấn công tàu Trung Quốc (do không có pháo) mà chỉ có thể dùng vũ khí cá nhân để bắn xuồng đổ bộ để ngăn Trung Quốc đổ quân lên chiếm đảo. Và thực tế trận đánh diễn ra đúng như vậy.

### Đá Gạc Ma
Khoảng 2 giờ sáng ngày 14/3, một bộ phận công binh trên tàu HQ-604 được lệnh xuống đảo, tìm và lựa chọn địa điểm xây dựng công trình. Họ cũng chôn một cái cột để làm cột cờ khẳng định mốc chủ quyền. Đến 5 giờ thì 5 người gồm Thượng úy Nguyễn Mậu Phong (Chỉ huy trưởng đảo Gạc Ma), trung úy Trần Văn Phương (Chỉ huy phó đảo), Lê Hữu Thảo, Hoàng Văn Trúc và Đậu Xuân Tư mang 2 khẩu AK xuống đảo làm nhiệm vụ giữ cờ và bảo vệ cho công binh xây dựng. Trên tàu, Trung tá Trần Đức Thông gọi các đơn vị thức dậy để ăn sáng và chuyển vũ khí dưới hầm tàu lên lau chùi để chuẩn bị chiến đấu nếu Trung Quốc nổ súng trước.
Khoảng 6 giờ sáng 14 tháng 3 năm 1988, khi tổ cắm cờ và giữ cờ gồm 5 người và khoảng 20 chiến sĩ công binh đang làm nhiệm vụ thì bất ngờ 4 tàu khu trục và hộ vệ tên lửa của Trung Quốc chạy đến. Một tàu đậu ở xa, còn ba tàu áp sát chừng 200–300 m. Tàu Trung Quốc chĩa súng vào tàu HQ-604 và bộ đội Việt Nam đe dọa và yêu cầu tất cả rút khỏi đảo. Nhưng công binh Việt Nam vẫn làm việc bình thường, chèo thuyền và chở vật liệu ra đảo xây dựng còn tổ bảo vệ thì làm nhiệm vụ cảnh giới. 6 giờ 30, tàu Trung Quốc thả xuồng máy đổ bộ lính có trang bị vũ trang xuống đảo gồm 1 chỉ huy mang súng ngắn, 48 lính mang AK, 1 lính mang điện đàm. Lính Trung Quốc bao vây theo thế vòng cung men theo bãi san hô, những chỗ vòng vây gần nhất, hai bên cách nhau chỉ chừng một mét. Các chiến sĩ hải quân Việt Nam đứng thành vòng tròn quanh  lá cờ Tổ quốc.
Ngay lúc đó, chỉ huy cụm đảo Trần Đức Thông ra lệnh cho các thủy thủ từ tàu HQ-604 tiến về bảo vệ bãi để hình thành tuyến phòng thủ, hỗ trợ đồng đội trên đảo, không cho đối phương tiến lên. Tổ cắm cờ và giữ cờ  Việt Nam gồm 5 người và khoảng 20 chiến sĩ công binh, do đang làm nhiệm vụ xây dựng nên chỉ có 2 khẩu AK-47; gần 40 chiến sĩ trên tàu HQ-604 xuống bãi hỗ trợ đồng đội cũng chỉ mang theo một số dụng cụ như xà beng, cuốc xẻng nhưng vẫn cố gắng bảo vệ cờ trước lính Trung Quốc. Hai bên giằng co với nhau bằng tay không một hồi. Sau đó sĩ quan Trung Quốc (cầm súng lục) nổ súng bắn chỉ thiên nhưng không có tác dụng, phía Trung Quốc bắt đầu hành động mạnh tay hơn. Lính Trung Quốc nổ súng bắn chết trung úy Trần Văn Phương, dùng lê đâm và nổ súng bắn bị thương Hạ sĩ Nguyễn Văn Lanh. Theo báo Việt Nam, trước khi chết Trần Văn Phương đã hô to: "Thà hi sinh chứ không chịu mất đảo, hãy để cho máu của mình tô thắm lá cờ truyền thống của Quân chủng Hải quân".
Các tường trình phía Trung Quốc nói rằng một lính Việt Nam đã nổ súng và làm bị thương một lính Trung Quốc, sau đó họ rút lui khi các tàu Việt Nam khai hỏa bằng súng máy. Cụ thể, trong trận xô xát giữa hai bên, Dương Chí Lượng, phó chỉ huy của tàu 502, đã bị đạn bắn trúng cánh tay trái vào lúc 8:47 [giờ Trung Quốc, GMT+8], những người lính của hai bên nổ súng vào nhau. Khẩu súng máy trên tàu 604 của Việt Nam cũng bắn về phía rạn san hô, lúc 8:48, Hải quân Trung Quốc trên tàu 502 cũng bắn lại. Tài liệu CIA đề ngày 08/08/1988 miêu tả cuộc đụng độ giữa Trung Quốc và Việt Nam như sau: "Hai bên nổ súng qua lại, phía Việt Nam bắn vào binh lính Trung Quốc, làm bị thương một người. Sau đó, một chiếc tàu vận tải của Việt Nam - được trang bị súng máy - nã đạn vào một trong những tàu khu trục nhỏ của Trung Quốc ngoài khơi."
Do Hải quân Việt Nam không chịu rút khỏi đá, tốp lính Trung Quốc trên đảo rút về tàu. Hai chiến hạm 502 và 531 lập tức khai hỏa, hỏa lực gồm đủ loại từ trọng liên 12,7mm, pháo 37mm cho tới pháo 76,2mm, pháo 100mm, có cả dàn ống phóng rocket 12 nòng, bắn vào tàu HQ-604 và cả lính Việt Nam trên đảo. Sau loạt đạn, gần như toàn bộ lính Việt Nam trên đảo bị tiêu diệt. Sau đó tàu Trung Quốc quay sang bắn cả tàu HQ-505 bên đảo Cô Lin và HQ-605 bên đảo Len Đao.
Sau đợt pháo kích, Hải quân Trung Quốc lại cho xuồng đổ bộ xông về phía tàu HQ-604. Thuyền trưởng Vũ Phi Trừ chỉ huy quân còn lại trên tàu sử dụng các loại súng AK-47, RPD, B-40, B-41 đánh trả quyết liệt khiến nhiều lính Trung Quốc thương vong, buộc đối phương phải bỏ xuồng nhảy xuống biển bơi trở về tàu.
Hải quân Việt Nam vừa chiến đấu, vừa tổ chức băng bó, cứu chữa thương binh và hỗ trợ các chiến sĩ bảo vệ cờ. Trung Quốc tiếp tục nã pháo cho đến khi tàu HQ-604 của Việt Nam bị thủng nhiều lỗ và chìm dần xuống biển. Lữ đoàn phó 146 Trần Đức Thông, thuyền trưởng, Đại úy Vũ Phi Trừ cùng một số thủy thủ trên tàu đã hi sinh cùng tàu HQ-604 ở khu vực đá Gạc Ma.
Khi trời sáng rõ quân Trung Quốc mới rút khỏi đá Gạc Ma. Lúc này Trung sĩ Lê Hữu Thảo và một số người còn sống bơi ngược lại đảo tìm xác đồng đội và cấp cứu chiến sĩ bị thương. Chiếc xuồng vận tải bị đạn bắn thủng nên Trung sĩ Thảo phải xé áo nhét lại để mọi người chèo xuồng chở thi thể Thiếu úy Phương và các thương binh về hướng tàu HQ-505. Đầu giờ chiều, xuồng của HQ-505 đến hỗ trợ đưa mọi người về đảo Cô Lin. Trưa 14/3, máy bay của Việt Nam bay trên bầu trời Gạc Ma nhưng tàu Trung Quốc đã đi khỏi.

### Đá Cô Lin
18h ngày 13/3/1988 tàu đổ bộ HQ-505 thả neo ở mép đá Cô Lin, thuyền trưởng Vũ Huy Lễ cho toàn tàu ăn cơm chiều và gọi các sĩ quan họp riêng, nhận định "Sáng mai có thể đụng độ. Mọi người chuẩn bị tinh thần chiến đấu" và tăng cường đi ca, quan sát mục tiêu trên biển. Đêm hôm ấy, hầu như cả tàu tập trung ở phòng thông tin để chờ nghe các bức điện từ trong bờ gửi ra. Các tổ đi ca tăng cường người, tập trung quan sát phía Gạc Ma bởi lúc chiều nhập nhoạng, nhìn qua ống nhòm đã thấy tàu HQ-604 thả xuồng đưa công binh vào bãi đá và ban đêm, đuốc trên bãi sáng lập lòe.
5 giờ sáng 14/3/1988, thuyền trưởng Vũ Huy Lễ báo thức toàn tàu và cử 3 tổ chiến sĩ bơi vào đá Cô Lin cắm cờ  Việt Nam ở 3 góc. Việc cắm cờ kéo dài hơn 1 tiếng do phải dùng xà beng phá đá san hô làm lỗ cắm. Khi cắm cờ xong thì trời tảng sáng, bằng mắt thường cũng có thể nhìn thấy 2 tàu khu trục của Trung Quốc từ phía đá Huy Gơ chạy xuống, sát qua Cô Lin và tàu HQ-605 đang neo ở đá Len Đao.
Khoảng gần 8 giờ sáng, 2 tàu khu trục Trung Quốc liên tục nã pháo vào HQ-505. Quả đạn pháo đầu tiên bắn vào buồng thông tin trên đài lái, sau đó là hầm máy khiến hệ thống liên lạc bị cắt, khí khởi động tịt ngóm, máy bị hỏng phải thả trôi. Gặp gió mùa đông bắc thổi mạnh, tàu trôi xa khỏi đảo hơn một hải lý (1 hải lý = 1.852 m). Pháo 85, 100 mm trên tàu Trung Quốc vẫn không ngừng nã đạn khiến HQ-505 bốc cháy, thân tàu thủng, nước tràn vào các khoang, dầu chảy ra lênh láng mặt biển. Mọi người trên boong tàu vừa dập lửa vừa bắn trả, nhưng vũ khí mạnh nhất của tàu lúc ấy chỉ là pháo 40 mm, không với tới được tàu Trung Quốc. Lúc này HQ-505 đã nghiêng và có nguy cơ chìm, thuyền trưởng Vũ Huy Lễ lập tức hội ý với Ban chỉ huy tàu và quyết định phải sửa chữa bằng được máy móc để đưa tàu lên đảo (ủi bãi). Dù bị thương nhưng máy trưởng Nguyễn Đại Thắng vẫn xông xáo chỉ đạo sửa máy. 8 giờ 18 phút tàu HQ-505 trườn được hai phần ba thân tàu lên đá và dừng hẳn. Con tàu dài gần 100m, rộng 28m vừa yên vị trên bãi thì cũng là lúc tàu chiến Trung Quốc tiếp tục nã đạn. Thuyền trưởng Vũ Huy Lễ yêu cầu mọi người hủy tài liệu mật, sơ tán khỏi tàu nhằm hạn chế thương vong, đồng thời chuyển vũ khí lên đảo để chuẩn bị chiến đấu. 9 giờ, các tàu Trung Quốc tấn công đợt 2 vào HQ-505 khiến hầm dầu cháy lớn không dập tắt được. Cấp ủy tàu xác định có thể sẽ hy sinh tất cả nhưng quyết tâm bám trụ đến cùng. Đến 9 giờ 30 tàu Trung Quốc mới kết thúc bắn.
Nhìn qua ống nhòm sang Gạc Ma thấy một xuồng chuyển tải đang nổi và bộ đội níu các vật nổi cứu nhau, thuyền trưởng Vũ Huy Lễ cho hạ xuồng cao su bên mạn phải tàu, cử một tiểu đội chạy sang Gạc Ma cấp cứu thương binh. 15 giờ chiều xuồng đưa 45 thương binh về cập tàu (có thi hài Thiếu úy Trần Văn Phương, thương binh nặng Đậu Văn Tư...). Đúng lúc đó cũng có 2 tàu khu trục Trung Quốc lởn vởn ngoài xa, phía mạn phải tàu. 16 giờ tàu HQ-671 của Việt Nam treo cờ chữ thập  lùi vào bãi nhận thương binh liệt sĩ đưa về đảo Sinh Tồn, để lại chín cán bộ chiến sĩ bám trụ ở Cô Lin do thuyền trưởng Vũ Huy Lễ chỉ huy.
Nhờ việc ủi bãi nên tàu HQ-505 không bị chìm, chiến sĩ của tàu HQ-505 đã hoàn thành nhiệm vụ giữ chủ quyền ở đảo Cô Lin. Sau trận đánh, thuyền trưởng Vũ Huy Lễ vì thành tích trong chiến đấu ở đảo Cô Lin đã được tặng danh hiệu Anh hùng Lực lượng vũ trang nhân dân vào tháng 1/1989.
Về tàu HQ-505, Hải quân Việt Nam đã cố gắng cứu tàu để đưa tàu về quân cảng Cam Ranh sửa chữa, nhưng không thành. Tàu được thả cho chìm ở ngay gần đá Cô Lin.

### Đá Len Đao
Tàu vận tải HQ-605 hành quân đến đá Len Đao khoảng 5h sáng ngày 14/3/1988. Ngay khi vừa thả neo định vị tàu, thuyền trưởng Lê Lệnh Sơn ra lệnh cho một tổ chiến sĩ thực hiện nhiệm vụ cắm cờ chủ quyền trên đảo chìm này. Tổ gồm Trung úy Phan Hữu Doan, thuyền phó làm Tổ trưởng và các chiến sĩ Trần Quang Ngọc, Vũ Văn Nga, Nguyễn Văn Dũng, Phạm Văn Thưởng. Xuồng được thả xuống, tổ cắm cờ theo xuồng để lên đá Len Đao. Tại đây cả tổ đã nhổ và vứt cờ Trung Quốc cắm phi pháp trước đó, thay thế bằng cờ  Việt Nam, cắm 2 lá cờ Tổ quốc trên 2 đầu bãi để khẳng định chủ quyền. Sau khi cắm xong, thuyền phó Phan Hữu Doan lên tàu, Chính trị viên tàu Khổng Ngọc Quang lên đá chỉ huy tổ giữ cờ.
Khoảng 20 phút sau khi tổ chiến đấu của HQ-605 cắm cờ chủ quyền trên bãi, tàu hộ vệ tên lửa 502 của Trung Quốc áp sát với khoảng cách 500 - 700m, chĩa pháo sang uy hiếp. Chiến hạm Trung Quốc phát loa đe dọa buộc tàu Việt Nam phải rời khỏi vùng biển. Tàu HQ-605 cũng phát loa đáp lại: "Đây là chủ quyền của Việt Nam, yêu cầu tàu Trung Quốc rút lui ngay". Mới chỉ qua lại vài câu, lập tức tàu Trung Quốc chĩa thẳng tất cả giàn hỏa lực vào tàu Việt Nam. Trước sự đe dọa cực kỳ nguy hiểm và bất tương xứng này, thuyền trưởng Lê Lệnh Sơn vẫn bình tĩnh, yêu cầu các chiến sĩ giữ vững vị trí. Sau khi đe dọa không thành công, chiến hạm Trung Quốc lùi dần ra xa khỏi tầm súng bộ binh của tàu HQ-605 và chuẩn bị tác chiến. Ngay lúc đó, các tàu chiến Trung Quốc sau khi bắn chìm tàu HQ-604 ở đá Gạc Ma lại kéo sang cùng tấn công tàu HQ-605.
Thuyền trưởng Lê Lệnh Sơn nhìn qua ống nhòm thấy tàu HQ-604 bốc cháy rồi chìm dần. Đến 7 giờ 50, thuyền trưởng Lê Lệnh Sơn ra lệnh chuẩn bị lao lên bãi Len Đao vì biết sẽ khó tránh chiến sự tiếp theo. Tuy nhiên, ngay tại thời điểm quyết định đó, máy tàu lại trục trặc vì đây là con tàu rất cũ kỹ. Các sĩ quan và chiến sĩ phòng máy Uông Xuân Thọ, Trần Văn Sáu, Hoàng Văn Nam lao xuống cố gắng sửa chữa. HQ-605 là tàu nhỏ, trọng tải 400 tấn, cao 13m, dài 49,5m, chuyên chở hàng hóa với quân số chỉ có 18 người, trang bị thô sơ gồm súng AK, B40.
Thấy HQ-605 nổ máy, tàu hộ vệ tên lửa 556 của Trung Quốc điên cuồng bắn phá tàu Việt Nam. Loạt đạn đầu tiên nhằm vào đài lái (phòng chỉ huy) khiến Trung sĩ báo vụ Bùi Duy Hiển hy sinh ngay tại chỗ; thuyền trưởng Lê Lệnh Sơn bị phỏng ở mặt và mảnh đạn găm sâu ở chân; bị thương nặng nhất là thuyền phó Phan Hữu Doan, do ở gần vị trí pháo nổ làm cháy phỏng toàn thân và cả mảnh đạn găm sâu vào mặt nhưng vẫn cố gắng giữ vững vị trí chiến đấu. Thuyền trưởng Lê Lệnh Sơn ra lệnh chặt neo, ủi tàu lên bãi Len Đao nhưng đạn pháo Trung Quốc đã nhằm trúng khoang máy khiến máy trưởng Uông Xuân Thọ, chiến sĩ cơ điện Trần Văn Sáu bị thương nặng, gãy chân. Đạn pháo phía quân Trung Quốc vẫn bắn như mưa theo kiểu cố sát. Tàu HQ-605 bị liệt máy, bất khiển dụng, bốc cháy dữ dội. Thuyền trưởng Lê Lệnh Sơn hiểu rằng nếu trụ lại cùng con tàu thì tất cả sẽ hi sinh và chủ quyền đảo Len Đao cũng khó giữ được, ông buộc phải ra lệnh mọi người rời tàu, bơi vào bãi Len Đao.
Khi xuống biển kiểm tra quân số mới thấy thiếu Bùi Duy Hiển, quay trở lại leo lên tìm nhưng tàu cháy dữ dội, thêm đạn pháo Trung Quốc bắn như mưa nên phải rời khỏi tàu. Suốt 4 tiếng đồng hồ trên biển, chiếc xuồng của tổ bảo vệ cờ trên đá Len Đao mới vớt được hết mọi người. Các chiến sĩ hải quân Việt Nam dìu nhau lênh đênh trên bè, quyết tâm trụ lại với Len Đao, thề nếu hi sinh thì lấy xương máu mình làm bằng chứng chủ quyền cho Tổ quốc. Thuyền phó Phan Hữu Doan trụ được trên biển với đồng đội vài giờ thì hi sinh vì vết thương quá nặng.
8 giờ 20 phút ngày 14 tháng 3, Hải quân Trung Quốc bắn mãnh liệt vào tàu HQ-605 của Hải quân Việt Nam. Tàu HQ-605 bị bốc cháy và chìm lúc 6 giờ ngày 15 tháng 3, thủy thủ đoàn của tàu bơi về đảo Sinh Tồn.

### Chiến dịch CQ-88, Việt Nam giành lại Len Đao
Sau trận đánh, Việt Nam lên kế hoạch giành lại các đảo với tên gọi chiến dịch là CQ-88 (Chủ quyền-88). Trong chiến dịch, chủ trương của Việt Nam là chỉ sử dụng các lực lượng vận tải và công binh để thực hiện đóng quân bảo vệ chủ quyền, không gây xung đột quá mức để Trung Quốc tạo cớ đánh chiếm toàn bộ quần đảo bởi khi đó lực lượng của Việt Nam trên quần đảo vẫn còn rất mỏng, khó có thể chống đỡ nếu Trung Quốc huy động toàn bộ Hạm đội Nam Hải đến tham chiến.
Ngày 15/3/1988, chỉ một ngày sau trận đánh, Việt Nam cho quân đóng giữ Đá Núi Thị, một vị trí rất quan trọng ở cụm đảo Nam Yết. Ngày 16/3, Việt Nam tiếp tục cho quân đóng giữ đảo Đá Nam.
Từ ngày 1/3 - 20/4/1988, Trung đoàn không quân 918 thực hiện 10 chuyến bay ra Trường Sa quan sát chụp ảnh, thông báo tình hình đối phương trên biển về Sở chỉ huy. Ngay sau trận chiến ở đảo Gạc Ma, các ngày 14-15-16/3/1988, máy bay An-26 của Không quân Việt Nam đã bay ra Cô Lin, Len Đao trinh sát trận địa nhưng Trung Quốc cũng điều máy bay ngăn chặn.
Ngày 30/3/1988, Việt Nam quyết định tăng cường bay huấn luyện trên biển xa cho phi đội Su-22M nhằm nâng cao khả năng tác chiến trên biển. Ngày 24 tháng 4, 3 chiếc Su-22M được điều từ Thọ Xuân (Thanh Hóa) vào Phan Rang. Cuối tháng 6, có thêm 10 chiếc Su-22M nữa vào Phan Rang. Từ Phan Rang bay ra Trường Sa là gần 600 km. Thời điểm đó, phương tiện dẫn đường của Việt Nam chỉ có bán kính 300 km nên sau đó phi công phải tự bay 300 km nữa mà không có dẫn đường. Giữa biển cả, việc xác định vị trí là cực kỳ khó khăn, không có địa tiêu nào để phi công dựa vào phán đoán tọa độ, thời tiết lại hay thay đổi đột ngột. Các đơn vị Su-22M phải khắc phục rất nhiều khó khăn và cả nguy hiểm để huấn luyện cấp tốc việc bay ra đảo Trường Sa.
Một tháng sau sự kiện ngày 14 tháng 3, con tàu không số của Lữ đoàn 125 chở theo 35 lính công binh và 7 lính hải quân của đơn vị C7 - D3 (Lữ đoàn công binh E83) do Tư lệnh Vùng 4 Hải quân chỉ huy quay lại quần đảo Trường Sa. Vũ khí chỉ có súng DKZ, B40, AK, lựu đạn mỏ vịt, mìn chống tăng... Điều đặc biệt nhất là mỗi chiến sĩ đều được phát sẵn một bao tử thi để chuẩn bị sẵn cho mình nếu hi sinh. Từ 2h sáng, Hải quân Việt Nam bí mật cho xuồng nhỏ vào thăm dò, rồi tiếp cận Len Đao và Gạc Ma. Tuy nhiên lính Việt Nam chỉ có thể cắm cờ lên đảo Len Đao. Tại Gạc Ma, phía Trung Quốc đã xây nhà cấp tốc và giăng lưới điện xung quanh đảo nên các chiến sĩ không tiếp cận được.
Buổi sáng, phát hiện Việt Nam cắm cờ ở Len Đao, Trung Quốc cho 7 tàu chiến và vô số xuồng nhỏ bao vây đảo. Trận chiến rất dễ xảy ra giống như 1 tháng trước, nhưng lúc này 7 máy bay chiến đấu Su-22M của Việt Nam bay từ đất liền ra quần đảo. Thấy máy bay chiến đấu của Việt Nam, ngay lập tức phía tàu Trung Quốc tản ra. Bộ đội Việt Nam tiếp tục xây dựng công sự và bảo vệ vững chắc đảo Len Đao cho đến ngày hôm nay.
Tổng cộng trong chiến dịch CQ-88, Việt Nam đóng giữ thêm 11 đảo chìm. Tháng 11/1988, Hải quân Việt Nam bắt đầu đóng giữ, bảo vệ khu vực DK1 ở thềm lục địa phía Nam.

## Kết quả
Trong trận chiến ngày 14 tháng 3 năm 1988, phía Trung Quốc thống kê họ đã bắn tổng cộng 285 viên đạn pháo 100mm và 266 viên đạn pháo 37mm, chưa kể các cỡ đạn nhỏ hơn. Phía Việt Nam chỉ có tàu vận tải nên không có pháo để bắn trả, chỉ có thể bắn trả bằng các loại vũ khí cá nhân như AK-47 và RPG-7.
Thiệt hại của Việt Nam bao gồm 2 tàu bị bắn chìm, 1 tàu bị bắn hỏng được cho ủi bãi. 3 người hi sinh, 11 người khác bị thương, 70 người bị mất tích. Sau này Trung Quốc đã trao trả cho phía Việt Nam 9 người bị bắt, 61 người vẫn mất tích và được xem là đã hi sinh. Theo các báo của Việt Nam thì khi tàu của Việt Nam bị đánh đắm thì tàu chiến Trung Quốc chặn không cho tàu của Hội Chữ thập đỏ đến cứu. Đây là một sự vi phạm những điều luật cơ bản nhất về chiến tranh của luật pháp quốc tế.
Trong trận Hải chiến Trường Sa, Học viện Hải quân Việt Nam có hai học viên (Kiều Hồng Lập và Nguyễn Bá Cường) hi sinh trong lúc tham gia thực tập và chiến đấu trên tàu HQ-604, hiện nay vẫn còn lưu giữ hình ảnh tại nhà truyền thống của Học viện.
Nhờ hành động dũng cảm của thuyền trưởng Vũ Huy Lễ và tập thể tàu HQ-505, tàu Việt Nam nằm trên đá Cô Lin và giữ được bãi đá ngầm này. Trung Quốc chiếm đá Gạc Ma từ ngày 16 tháng 3 năm 1988 và vẫn giữ cho đến nay.
Khoảng một tháng sau trận hải chiến tại Gạc Ma, hải quân Việt Nam đưa 35 công binh và 7 thủy binh cùng vật liệu xây dựng, một số vũ khí bí mật đổ bộ trong đêm lên đá Len Đao xây nhà đánh dấu chủ quyền. Lặp lại kịch bản Gạc Ma, trong ngày Trung Quốc đưa 7 tàu chiến và nhiều xuồng nhỏ bao vây uy hiếp số quân Việt Nam trên đá. Tuy nhiên lần này Việt Nam cho 7 máy bay chiến đấu Sukhoi Su-22M từ đất liền bay ra phía đá hỗ trợ nên số tàu chiến của Trung Quốc tản ra; đụng độ không nổ ra, phía Việt Nam giữ được đá và hoàn thành việc xây dựng nhà trên đá.
Ngày 7 tháng 5 năm 1988, tại quần đảo Trường Sa, Đại tướng Lê Đức Anh đã đọc lời thề:
"Chúng ta xin thề trước hương hồn của Tổ tiên ta, trước hương hồn của cán bộ, chiến sĩ đã hy sinh vì Tổ quốc, xin hứa trước đồng bào cả nước, xin nhắn nhủ với các thế hệ mai sau: Quyết tâm bảo vệ bằng được Tổ quốc thân yêu, bảo vệ bằng được quần đảo Trường Sa - một phần lãnh thổ và lãnh hải thiêng liêng của Tổ quốc thân yêu của chúng ta".
Từ ngày 24-29/10/1988, Quân chủng Hải quân Việt Nam sử dụng một phần lực lượng không quân phía Nam tham gia đợt diễn tập chi viện quần đảo Trường Sa (mang tên CV-88) trong tác chiến phòng thủ. Địa điểm diễn tập là căn cứ Phan Rang, Cam Ranh và vùng biển hai tỉnh Phú Khánh – Thuận Hải. Lực lượng tham gia có: phi đội cường kích Su-22M (Trung đoàn 923), 2 trực thăng Mi-8 (Trung đoàn 917), 2 vận tải cơ An-26 (Trung đoàn 918). Phi đội Su-22M luyện tập phương án tấn công tiêu diệt và ngăn chặn đội hình tàu hải quân đối phương trên biển, chi viện yểm hộ cho tàu hải quân phản công chiếm lại đảo; tiêm kích MiG-21 hộ tống bảo vệ đội hình tàu hải quân và phi đội Su-22M; máy bay An-26 làm nhiệm vụ trinh sát, chụp ảnh, chuyển quân và Mi-8 tìm kiếm cứu nạn.
Trong năm 1988, Hải quân Việt Nam đưa quân ra đóng giữ tiếp 11 bãi đá ngầm khác. Ngày 17 tháng 10, Tổng Bí thư Nguyễn Văn Linh ký văn bản 19/NQ-TW về việc bảo vệ khu vực bãi ngầm trong thềm lục địa phía nam (khu DK1). Ngày 5 tháng 7 năm 1989, Thủ tướng Chính phủ ra chỉ thị số 180UT về việc xây dựng Cụm Dịch vụ Kinh tế - Khoa học - Kỹ thuật thuộc tỉnh Bà Rịa – Vũng Tàu (gọi tắt là DK1), xác định lại chủ quyền Việt Nam đối với khu vực thềm lục địa này. Từ tháng 6 năm 1989, Hải quân Việt Nam bắt đầu đóng giữ các bãi đá ngầm: Tư Chính, Phúc Nguyên, Phúc Tần, Huyền Trân, Quế Đường, Ba Kè.

## Giải thích của phía Trung Quốc
Theo phía Trung Quốc thì trong khi các tàu của họ đang bỏ neo để yểm trợ cho một nhóm nghiên cứu thăm dò mỏ dầu ở đây thì Hải quân Việt Nam nổ súng tấn công, vì thế hải quân Trung Quốc "bắt buộc phải tự vệ". Khi hạm đội Trung Quốc di chuyển tới quần đảo Trường Sa, Trung Quốc lấy danh nghĩa đưa phái đoàn khoa học Liên Hợp Quốc đi khảo sát. Sau này Chính phủ Trung Quốc tuyên bố rất tiếc là biến cố đã xảy ra. Về phía Liên Hợp Quốc thì cho rằng họ không có công tác khảo sát nào ở Trường Sa. Theo phía Trung Quốc, chủ trương ban đầu của họ là chỉ chiếm đóng các đảo còn bỏ hoang, chứ không tranh chấp các đảo có lực lượng nước ngoài chiếm đóng từ trước.

## Tưởng nhớ

### Phía Việt Nam
Ngày 14 tháng 3 năm 1988, 64 chiến sĩ hi sinh ở Gạc Ma. Chỉ có tám người được đồng đội kịp mang xác về, 56 người phải nằm lại. Tháng 12 năm 1988, hàng chục cán bộ chiến sĩ Việt Nam được phong tặng, truy tặng huân chương, phong hoặc truy phong danh hiệu anh hùng. Năm danh hiệu Anh hùng Lực lượng vũ trang nhân dân được phong tặng:
- Thiếu úy Trần Văn Phương (sinh 1965, Quảng Bình) - Lữ đoàn 146 (hi sinh)
- Trung tá Trần Đức Thông (sinh 1944, Thái Bình) - Phó Lữ đoàn trưởng 146 (hi sinh)
- Đại úy Vũ Phi Trừ (sinh 1957, Thanh Hóa) - Thuyền trưởng HQ-604, Lữ đoàn 125 (hi sinh)
- Thiếu tá Vũ Huy Lễ (sinh 1946, Thái Bình) - Thuyền trưởng HQ-505, Lữ đoàn 125
- Trung sĩ Nguyễn Văn Lanh (sinh 1966, Quảng Bình) - Trung đoàn công binh 83

Năm 2008, tàu Thành Công 07 của ngư dân Lý Sơn (Quảng Ngãi) phát hiện một xác tàu chìm ở độ sâu hơn hai chục mét ở gần cụm đảo Cô Lin, Gạc Ma và có 8 xác người dưới đó. Sau 2 năm giám định ADN, họ lần lượt được đưa về với gia đình.
Tháng 2 năm 2009, Bộ Tư lệnh Hải quân có công văn gửi Cục Lãnh sự Bộ Ngoại giao cung cấp thông tin, đề nghị đàm phán với phía Trung Quốc để tiếp tục tìm kiếm hài cốt liệt sĩ trên tàu HQ-604. Tuy nhiên, phía Trung Quốc chưa đồng ý.
Trong các chuyến tàu ra quần đảo Trường Sa của Hải quân Nhân dân Việt Nam hiện nay thường tổ chức tưởng niệm các chiến sĩ đã hi sinh trong sự kiện CQ-88 với diễn văn, thắp hương, mặc niệm và thả hoa xuống biển.
Hiện nay, trong khuôn viên ngôi chùa trên đảo Sinh Tồn có nhà bia với tấm "Bia Phương danh anh linh 64 Liệt sĩ hy sinh tại đảo Gạc Ma 14-3-1988". Đại đức Thích Minh Huy, trụ trì chùa Sinh Tồn chia sẻ: "Khi nhà chùa và các phật tử làm tấm bia này mọi việc rất thuận lợi, chuyển ra đảo không một vết sứt. Làm được tấm bia này, quân và dân trên đảo rất vui mừng. Hàng ngày, nhà chùa vẫn cầu nguyện cho các anh".
Ngày 13 tháng 3 năm 2015, lễ khởi công xây dựng Khu Tưởng niệm Chiến sĩ Gạc Ma được Tổng Liên đoàn Lao động Việt Nam phát động tại Khu Du lịch Bắc Bán đảo Cam Ranh (tỉnh Khánh Hoà). Ngày 15 tháng 7 năm 2017, Tổng Liên đoàn Lao động Việt Nam và UBND tỉnh Khánh Hòa khánh thành Khu Tưởng niệm Chiến sĩ Gạc Ma. Công trình rộng 2,5 ha gồm những hạng mục: Khu quảng trường, cụm tượng đài, khu trưng bày các hiện vật về biển đảo và kỷ vật của 64 chiến sĩ đã hy sinh ở Gạc Ma, khu mộ gió và công viên Hòa Bình, khu mô phỏng đảo Cô Lin, Len Đao, nơi để thân nhân các liệt sĩ có thể ở lại tham quan, nghỉ dưỡng… Điểm nhấn Khu tưởng niệm có chủ đề "Những người nằm lại phía chân trời" với biểu tượng "Vòng tròn bất tử" của các chiến sĩ Gạc Ma. Kinh phí để xây dựng khoảng 150 tỷ đồng được người dân, đoàn viên công đoàn cả nước đóng góp xây dựng.
Ngoài ra, từ năm 2012, tại nhà của cụ Hoàng Dỏ ở thôn Tân Định, xã Hải Ninh, huyện Quảng Ninh, tỉnh Quảng Bình (là thân sinh của liệt sĩ Gạc Ma Hoàng Văn Túy) đều diễn ra lễ giỗ tập thể 64 liệt sĩ vào ngày 28 tháng 1 âm lịch hàng năm (dù các anh hi sinh tại Gạc Ma vào ngày 14 tháng 3 năm 1988, nhằm ngày 27 tháng 1 âm lịch nhưng truyền thống của vùng quê này làm giỗ theo ngày âm lịch và thường làm giỗ sau một ngày so với ngày mất). Từ năm 2009, tại nghĩa trang liệt sĩ phường Quảng Phúc (thị xã Ba Đồn, Quảng Bình) cũng có một lễ giỗ tập thể 64 liệt sĩ tại mộ của liệt sĩ Trần Văn Phương. Người khởi xướng nên lễ tưởng niệm này là ông Phạm Phú Thép - Giám đốc Công ty Truyền thông Phú Mạnh.

### Phía Trung Quốc
Trung Quốc cho rằng quần đảo Trường Sa thuộc chủ quyền của họ căn cứ theo những tài liệu lịch sử về quá trình xác lập chủ quyền của họ tại Trường Sa, điều này cũng được Trung Quốc thể hiện rõ qua đường chín đoạn mà phía Trung Quốc coi là vùng lãnh hải của họ. Đa phần dư luận Trung Quốc cho rằng cuộc chiến ngày 14 tháng 3 năm 1988 là chính đáng, thể hiện tinh thần dân tộc bảo vệ chủ quyền của đất nước Trung Hoa.

## Các sự kiện có liên quan
Trong suốt thời gian xảy ra chiến sự, Hải quân Liên Xô đóng ở Cam Ranh đã không can thiệp. Việc này được cho là do bối cảnh chính trị Liên Xô khi đó đang muốn kết thúc Chiến tranh Lạnh với phương Tây cũng như muốn xích lại gần Trung Quốc, nội bộ Liên Xô lúc này cũng đang bị rối loạn nghiêm trọng do những chính sách sai lầm của Tổng thống Gorbachev (thực tế chỉ 3 năm sau thì Liên Xô đã bị tan rã).
Trước đó, giữa Việt Nam và Liên Xô đã ký riêng Hiệp ước Liên minh Quân sự Đồng minh song phương (tháng 11 năm 1978), trong đó ghi rõ là Liên Xô sẽ hỗ trợ Việt Nam hết sức mình về các mặt kinh tế, văn hóa và quốc phòng. Tuy nhiên, sau đó phía Việt Nam yêu cầu không đưa đầu đạn hạt nhân, tàu ngầm quân sự vào khu vực cảng Cam Ranh để tránh nguy cơ chiến tranh hạt nhân xảy ra trên đất nước mình. Liên Xô không đưa được tàu ngầm mang đầu đạn hạt nhân vào Cam Ranh nên đã đồng ý rút khỏi Hiệp định tương trợ quân sự sớm 4 năm, bộ đội Hải quân và Không quân Nga cũng dần rút khỏi Cam Ranh. Do vậy, năm 1988, Liên Xô không còn nghĩa vụ phải điều động quân đội để ủng hộ Việt Nam như trong cuộc chiến năm 1979 nữa.
Sự việc này được ví von giống như trường hợp của Việt Nam Cộng hòa trong sự kiện Hoàng Sa 1974, khi Hạm đội 7 Hoa Kỳ đóng tại Phillipines không hỗ trợ về thông tin tình báo và cũng không có bất cứ hành động thiết thực nào để hỗ trợ hạm đội Việt Nam Cộng hòa giao chiến với Trung Quốc, thậm chí từ chối cả việc cứu những thủy thủ Việt Nam Cộng hòa của tàu HQ-10 đang trôi dạt trên biển.
Trong một bài phân tích đề ngày 1/1/1987 gửi Chủ tịch Đoàn chủ tịch Xô viết Tối cao A.Gromyko (trước đó là Bộ trưởng Ngoại giao Liên Xô), Giáo sư V.I.Dashichev – khi đó là Chủ tịch Ủy ban Cố vấn Khoa học của Bộ Ngoại giao Liên Xô – đã nhận định việc ủng hộ Việt Nam sẽ khiến Liên Xô "không chỉ khó khăn trong quan hệ với phương Tây, mà còn chồng chất trở ngại trong việc bình thường hóa quan hệ với Trung Quốc". Theo Tiến sĩ Vladimir Mazyrin, lãnh đạo Trung tâm nghiên cứu Việt Nam và ASEAN của Viện Viễn Đông nói rằng: "Liên Xô trong thời điểm đó, dưới sự lãnh đạo của Gorbachev, không muốn có những hành động chống lại Trung Quốc, cũng như Mỹ... mặc dù theo một báo cáo do CIA công bố về sự kiện này (sự kiện Gạc Ma 1988). Báo cáo có nhắc đến chi tiết Đại sứ Việt Nam tại Liên Xô khi đó đã đến gặp Igor Rogachev, Thứ trưởng Bộ Ngoại giao Liên Xô và đề nghị Việt Nam và Liên Xô sẽ cùng phối hợp lên án Trung Quốc đã chiếm trái phép các đảo". Theo Tiến sĩ Dmitry Mosyakov, lãnh đạo Trung tâm nghiên cứu Đông Nam Á của Viện Đông phương học (Viện Hàn lâm Khoa học Nga) thì phân tích rằng: "Nếu như năm 1979 (chiến tranh biên giới), Liên Xô có vai trò lớn thì năm 1988, lại ngược lại... Khi (Gorbachev) bắt đầu thay đổi đường lối, "đổi mới tư duy chính trị", bắt đầu xem xét các yêu cầu của Trung Quốc để bình thường hóa quan hệ (như vấn đề Campuchia, Afghanistan), bắt đầu chịu ảnh hưởng của các yếu tố khác, thì chính sách đối ngoại của Liên Xô bắt đầu suy yếu. Rõ ràng là Trung Quốc gây hấn, và các tàu Trung Quốc đã đánh chìm tàu Việt Nam. Tình hình ở ngoài đó là rất nghiêm trọng. Các bạn Việt Nam đã mong chờ vào sự ủng hộ của lãnh đạo Liên Xô. Nhưng, lãnh đạo Liên Xô khi đó là Gorbachev, rõ ràng là đã có những tính toán khác, họ có những suy nghĩ hoàn toàn khác để không ảnh hưởng đến việc bình thường hóa quan hệ với Trung Quốc. Liên Xô đã đánh mất đi những gì mà đã từng tạo dựng được ở Việt Nam. Kết cục là, đường lối đối ngoại mới của lãnh đạo Liên Xô đã đóng một vai trò hết sức tiêu cực".
Tháng 5 năm 1988, hai tháng sau cuộc hải chiến này, một nghị quyết mật của Bộ Chính trị Đảng Cộng sản Việt Nam điều chỉnh cơ bản chiến lược đối ngoại từ dựa vào Liên Xô sang "đa phương hóa". Sự kiện này góp phần lớn trong việc Việt Nam lựa chọn chính sách không dựa vào các cường quốc, từ đó giúp Việt Nam có sự tự chủ lớn hơn trong việc hoạch định và thực thi chính sách đối ngoại. Một số người chỉ trích là Việt Nam đang thực thi chính sách "đu dây" nhưng theo Tiến sĩ Quan hệ Quốc tế Lê Hồng Hiệp thì chính sách này là phù hợp nhất với Việt Nam do nó giúp Việt Nam có vị thế cao hơn trong các cuộc đàm phán với các nước lớn.
Vào tháng 4 năm 1988, Trung Quốc cũng đã thông qua một nghị quyết thành lập tỉnh Hải Nam, trong đó bao gồm cả Hoàng Sa và Trường Sa mà Việt Nam đã khẳng định chủ quyền.
Vào ngày 07/11/1990, hạm đội Nam Hải nhận được báo cáo là các rạn san hô Đá Khói Nam (đá Ga-ven) đã mất liên lạc vô tuyến điện. Điều tra sau đó phát hiện thấy tất cả tổ lính chốt ở đây đã thương vong: 6 chết, 1 bị thương, 5 mất tích. Kiểm tra thấy trong lô cốt có chi chít vết đạn chứng tỏ đã diễn ra một cuộc chiến đấu ác liệt. Vớt được từ dưới đá san hô là các súng trường tiêu chuẩn được trang bị cho tổ chốt. Không rõ lực lượng nào đã tiêu diệt tổ lính chốt của Trung Quốc tại đây.
Năm 1993, cũng tại Ga-ven, có tin đồn rằng toàn bộ 20 binh sĩ Trung Quốc chốt ở đây bị giết hoặc mất tích (19 chết, 1 mất tích)... 1 bị chết vì bị bắn vào đầu, số còn lại chết vì bị đạn bắn hoặc bị dìm xuống nước. Cũng không rõ lực lượng nào đã tiêu diệt tổ lính chốt của Trung Quốc tại đây.
Năm 1994, Trung Quốc lại huy động lực lượng và giành được đá Vành Khăn do Philippines kiểm soát. Philippines chỉ đưa ra phản đối chính trị chứ không có động thái quân sự nào để giành lại đá Vành Khăn. Theo Henry L. Stimson Center, hải quân Philippines quyết định tránh đối đầu vì thấy kinh nghiệm tranh chấp năm 1988 giữa Trung Quốc và Việt Nam.
Trang web của Bộ Quốc phòng Trung Quốc năm 2014 viết rằng:
Chính phủ Việt Nam tuyên bố chủ quyền ở quần đảo và gộp các đảo này vào các đơn vị hành chính của Việt Nam. Ai ra đảo đều phải mang theo bao đất từ đất liền, khi tới đảo thì đổ vào đó. Họ phát triển vùng tranh chấp thành khu du lịch, xây dựng các cơ sở phát điện trên đảo, trồng rau, nuôi gà, tự cung tự cấp, kết hợp quân-dân, sinh sống lâu đời, xây dựng sân bay, bến cảng, bến tàu trên các hòn đảo.
...Từ năm 1990, Trung Quốc chính thức đưa ra chủ trương “gác lại tranh chấp, cùng nhau phát triển” về vấn đề Nam Sa (Trường Sa), đồng thời tăng cường hơn nữa mối quan hệ hợp tác kinh tế giữa hai bên, tuy nhiên thực tế vẫn chưa phát triển một cách thân thiện. Sự xích mích chưa bao giờ ngừng...

## Sách báo tại Việt Nam
- Cuộc chiến Gạc Ma năm 1988 trong những năm gần đây được nhiều báo chí đề cập, nhưng dù đã 29 năm trôi qua Sách Giáo khoa hiện hành (2017) do Nhà Xuất bản Giáo dục Việt Nam phát hành vẫn chưa có một chi tiết nào nói về trận đánh này.[84] Tuy nhiên, sự kiện này sẽ được đưa vào chương trình môn Lịch sử và sách Giáo khoa Phổ thông mới, trong chương trình giảng dạy lịch sử ở cấp THCS và THPT. Khi đưa sự kiện Gạc Ma vào sách Giáo khoa dựa trên những nguyên tắc cơ bản của lịch sử là tôn trọng sự thật, khách quan, trung thực để hiểu đúng, hiểu đầy đủ về sự kiện Gạc Ma trong quá khứ, nhưng không phải thông qua đó để khơi sâu thêm hận thù của quá khứ.[85]
- Một trong những cuốn sách hiếm hoi viết về trận chiến Gạc Ma của Thiếu tướng Lê Mã Lương mang tên "Gạc Ma – Vòng tròn bất tử" đến nay hơn 2 năm được đưa qua 10 nhà xuất bản vẫn chưa được cấp phép.[84][86] Do đây là sách về lịch sử quân đội nên phải chuyển cho Nhà Xuất bản Quân đội Nhân dân để tổ chức hội đồng thẩm định trước khi xuất bản, tuy nhiên hội đồng thẩm định chưa được thành lập nên sách vẫn chưa thể được cấp phép. Tướng Lê Mã Lương, chủ biên cuốn sách, được VnExpress dẫn lời hôm 13/3: "Các tác giả của ấn phẩm này đã gặp trực tiếp nhân chứng lịch sử hải chiến Gạc Ma để ghi lại vụ việc. Ý kiến của Cục Xuất bản về việc lập Hội đồng lịch sử của Bộ Quốc phòng và Bộ Tư lệnh Hải quân để thẩm định sách về Gạc Ma là một điều không tưởng. Nếu như vậy, chờ vài chục năm nữa hội đồng đó cũng chưa ra đời và cuốn sách cũng không thể được xuất bản. Tôi đã phục vụ và làm việc trong quân đội gần 50 năm và biết rất rõ ở Bộ Quốc phòng và Bộ Tư lệnh Hải quân không có hội đồng thẩm định nào như vậy".[86] Ông Nguyễn Minh Nhựt - Giám đốc Nhà Xuất bản Trẻ, người từng đọc thẩm định bản thảo sách cho biết: "Tên sách quá hay nhưng bản thảo yếu quá, chỉ lấy lại từ các báo, và không rõ tác quyền".[87] Cuốn sách tập hợp những bài viết, bài báo của 68 người, gồm các nhà nghiên cứu lịch sử và chính các cựu chiến binh trở về từ Gạc Ma, phải mất 4 năm mới có thể ra đời, sau hàng trăm lần chỉnh sửa và đi qua 14 nhà xuất bản. Chỉ khoảng 3 tuần sau khi sách "Gạc Ma - Vòng tròn bất tử" được phát hành, ngày 16/7/2018, Nhà Xuất bản Văn học đã ra thông báo về việc tạm dừng phát hành để đính chính, sửa chữa một số nội dung sai sót trong cuốn sách. Ngày 31/8/2018, Cục Xuất bản, In và Phát hành của bộ Thông tin và Truyền thông Việt Nam đã gửi công văn đến các Sở thông tin và truyền thông của các tỉnh, thành phố "đề nghị kiểm tra, rà soát và thu hồi" cuốn sách.[88]

## Các tin đồn trên mạng Internet
Theo đài RFA (Đài Á châu Tự do, Mỹ), Thiếu tướng Lê Mã Lương, từng là Giám đốc Bảo tàng Lịch sử Quân sự Việt Nam, nói trước cuộc tọa đàm kỷ niệm cuộc chiến Gạc Ma do Trung tâm Minh Triết tổ chức vào năm 2011: "Có đồng chí lãnh đạo cấp cao ra lệnh bộ đội ta không được nổ súng nếu như đánh chiếm cái đảo Gạc Ma hay bất kỳ đảo nào ở Trường Sa. Không được nổ súng! Và sau này nó có một câu chuyện và nó đã được ghi vào tài liệu mà ta đã rõ rồi là khi trong một cuộc họp của Bộ Chính trị, đồng chí Nguyễn Cơ Thạch đập bàn và nói là ai ra lệnh cho bộ đội không được nổ súng?" Không rõ ông Lê Mã Lương nghe được câu chuyện này từ đâu, nhưng kể từ đó, câu chuyện "bộ đội Việt Nam không được nổ súng" được lan truyền trên mạng Internet và có những người tin theo.
Tuy nhiên, cựu chiến binh Lê Hữu Thảo, khi đó là Trung sĩ, Tiểu đội trưởng thuộc Phòng Tham mưu Lữ đoàn 146 ở trên tàu HQ-604 của Lữ đoàn 125, từng tham chiến trong sự kiện Gạc Ma, bác bỏ câu chuyện này. Ông khẳng định: "Tôi chưa từng nghe ai ra lệnh cho tôi là không được nổ súng, và tôi không hề phát biểu về có lệnh hay không có lệnh nổ súng..." Ông Thảo nêu rõ chủ trương của Việt Nam khi đó là "không nổ súng trước" chứ không phải là "không được nổ súng".
Phản bác những luồng thông tin cho rằng chỉ huy Việt Nam ra lệnh "không được nổ súng", ông Lê Hữu Thảo nói: "Nếu không có chuyện nổ súng, thì sao sau đó chúng ta vẫn đánh trả quân Trung Quốc. Tôi không biết những người đưa ra thông tin đó có biết rằng, có tất cả bao nhiêu chiến sĩ như tôi còn sống sau trận đó không? Những thông tin này đang làm tổn thương tới sự hy sinh của đồng đội tôi cũng như gia đình các anh. Tôi mong rằng, những ai còn đưa thông tin này hãy suy nghĩ lại".
Phó Đô đốc Mai Xuân Vĩnh khẳng định ông Lê Mã Lương đã nói không chính xác, là xuyên tạc lịch sử. Những người chỉ huy của Hải quân khi ấy (trừ Đô đốc Giáp Văn Cương đã mất) đều còn sống, tất cả đều khẳng định không có chuyện "không được nổ súng" như ông Lê Mã Lương nói. Trung tướng Trần Quang Khuê – nguyên Phó Tư lệnh, Tham mưu trưởng Quân chủng Hải quân phản ứng rất gay gắt, đề nghị viết bài phản bác đăng lên mạng. Thiếu tướng Hoàng Kiền là Tổ trưởng Khoa học cho cụm công trình chiến đấu trên Quần đảo Trường Sa, nguyên Tư lệnh Công binh, nguyên Trung đoàn trưởng Trung đoàn Công binh Hải quân 83, nói rằng câu chuyện về lệnh "không được nổ súng" là một sự xuyên tạc với ý đồ xấu, làm mất uy tín, niềm tin của nhân dân với nhiệm vụ bảo vệ chủ quyền biển đảo của đất nước.